# 옌지 차오양촨 국제공항
옌지 차오양촨 국제공항(중국조선어: 연길 조양천 국제공항, 중국어: 延吉朝阳川国际机场, 영어: Yanji Chaoyangchuan International Airport, IATA: YNJ, ICAO: ZYYJ)은 중화인민공화국 지린성 연변 조선족 자치주 옌지시에 있는 공항이다.

## 역사
- 1952년 소형 군용 비행장으로 개항
- 1985년 국무원과 중앙군사위원회의 승인 아래 군민공용 공항으로 전환
- 1988년 9월 제 1터미널과 전체 길이 2000m, 폭 45m의 활주로가 완공
- 1991년 1차 확장공사 시작
- 1993년 3월 제 2기 확장 공사로 인한 이착륙 중단
- 1993년 12월 23일 확장공사 완료. 길이 2600m, 폭 60m의 활주로 신설. 이착륙 재개
- 2000년 8월 국제선 취항 임시허가
- 2003년 6월 19일 국무원 및 길림성에서 정식으로 국제선 취항 허가
- 2005년 대외 개방 실시
- 2006년 6월 한중 양국에서 조약이 체결, 당시 서울 (인천국제공항)과 연결되던 전세기는 정기 항공편으로 격상
- 2006년 10월 20일 서울 항공편 주 12편으로 증편

## 운항 노선

### 국제선
| 항공사       | 목적지                                                           |
| ------------ | ---------------------------------------------------------------- |
| 대한항공     | 서울(인천)                                                       |
| 아시아나항공 | 서울(인천)                                                       |
| 에어부산     | 부산                                                             |
| 이스타항공   | 부산 - (2024년 7월 28일 재취항), 청주 - (2024년 7월 28일 재취항) |
| 제주항공     | 무안                                                             |
| 티웨이항공   | 청주                                                             |
| 중국동방항공 | 서울(인천)                                                       |
| 중국남방항공 | 서울(인천), 청주                                                 |
| 중국국제항공 | 서울(인천)                                                       |

### 국내선
| 항공사       | 목적지                                     |
| ------------ | ------------------------------------------ |
| 중국국제항공 | 베이징(서우두)                             |
| 산둥 항공    | 칭다오                                     |
| 중국남방항공 | 광저우, 창춘                               |
| 중국동방항공 | 칭다오, 닝보, 옌타이, 상하이(푸둥), 항저우 |

## 교통
- 전용노선 - 연길 서역간 전용버스

(공항발 : 8시부터 18시 40분 사이에 11대, 연길 서역발 : 7시 반부터 17시 20분 사이에 12대)
- 7번 - 연길 서역 경유, 개발구 방면행
- B29번(쾌속버스) - 중국우정연변분사(中國郵政延邊分公司), 인민 공원(人民公園), 대우호텔(大宇飯店) 경유, 흥안중점역(興安終點) 방면행
- B45번 - 연변대학부속중의의원(延邊大學附属中醫醫院 인민 공원, 백산(白山)빌딩 경유, 개발구시장 방면행
- 15번 - 연길역(기존선), 백화점, 런민 공원 경유, 옌지 서역 방면행

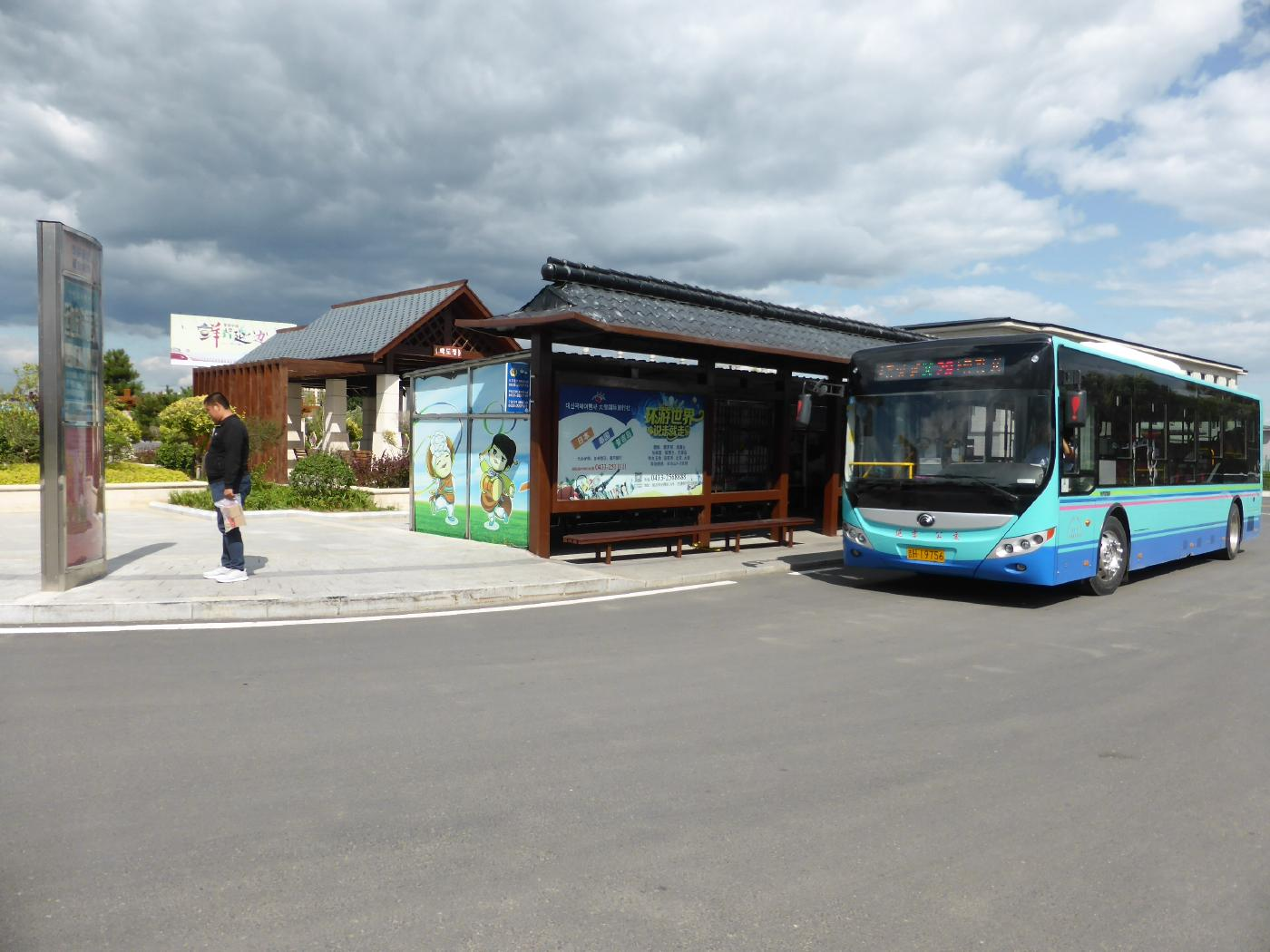
공항 내의 버스 정류장

## 사진

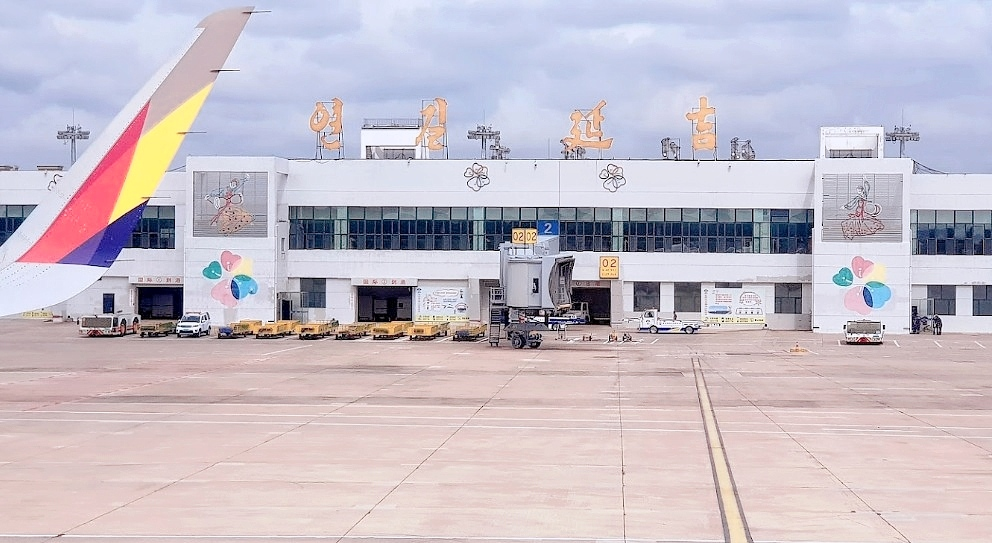
브리지 출발준비(아시아나항공)
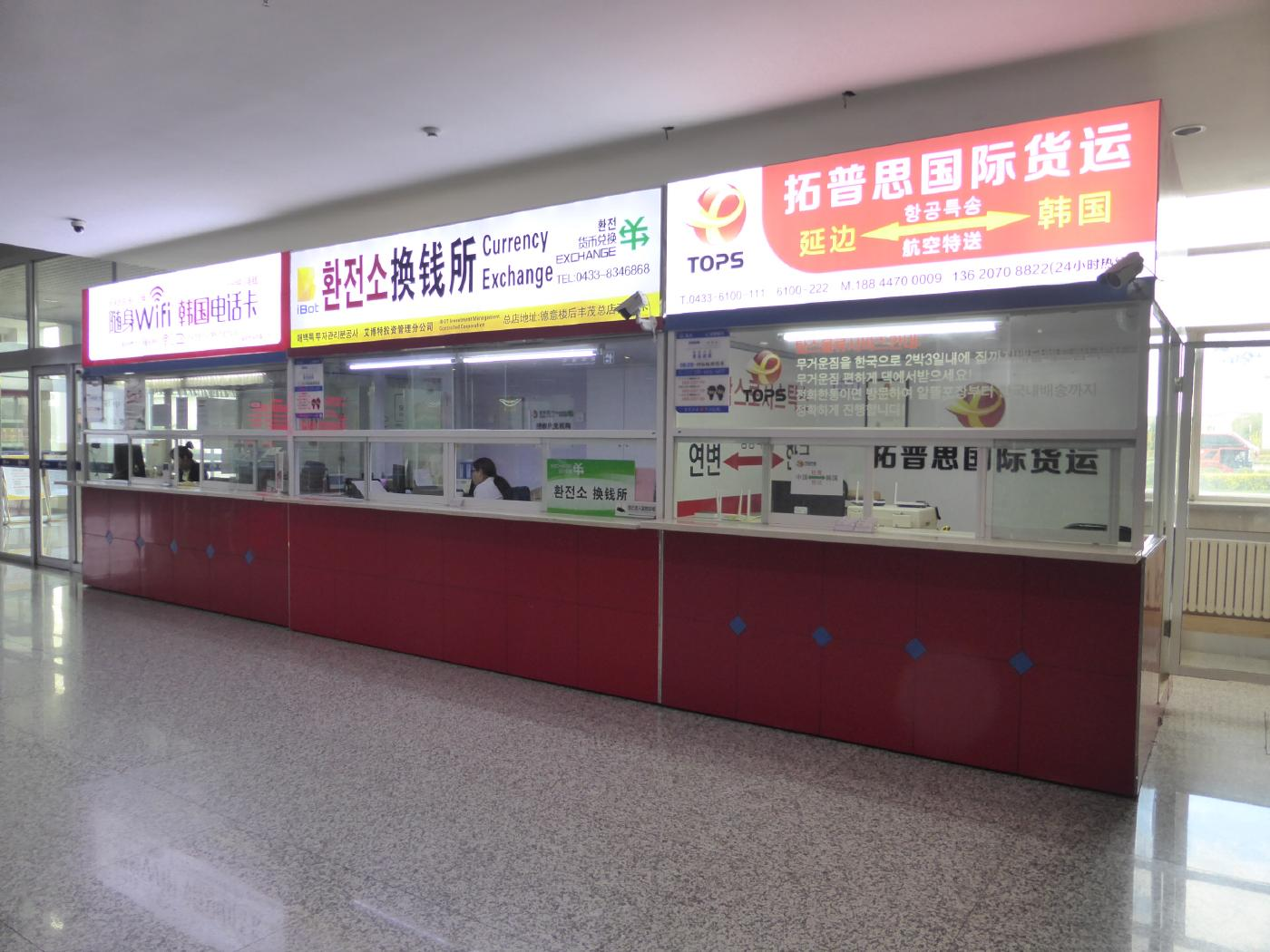
국제선 측에 있는 환전소
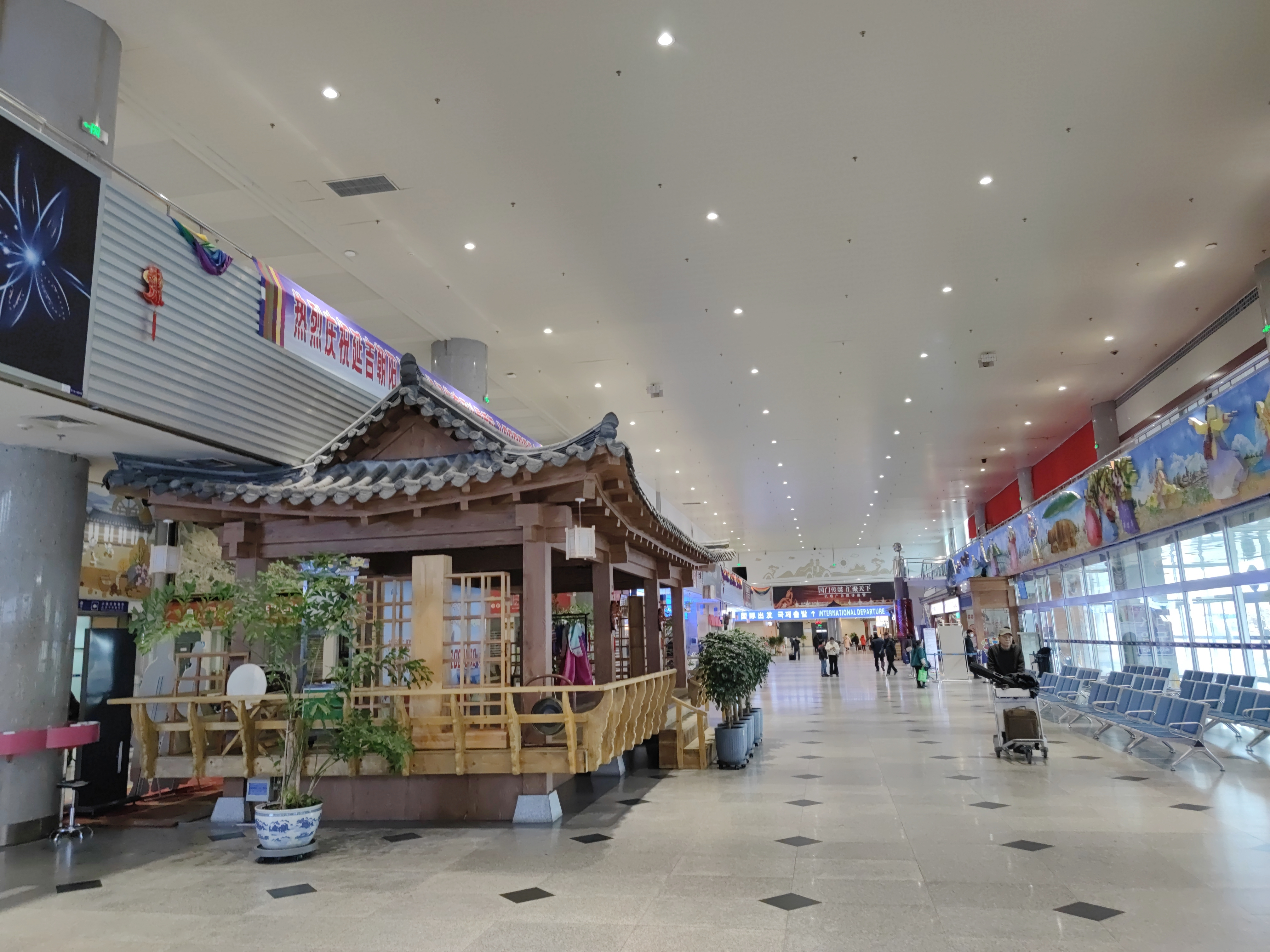
국내출발터미널 체크인구역
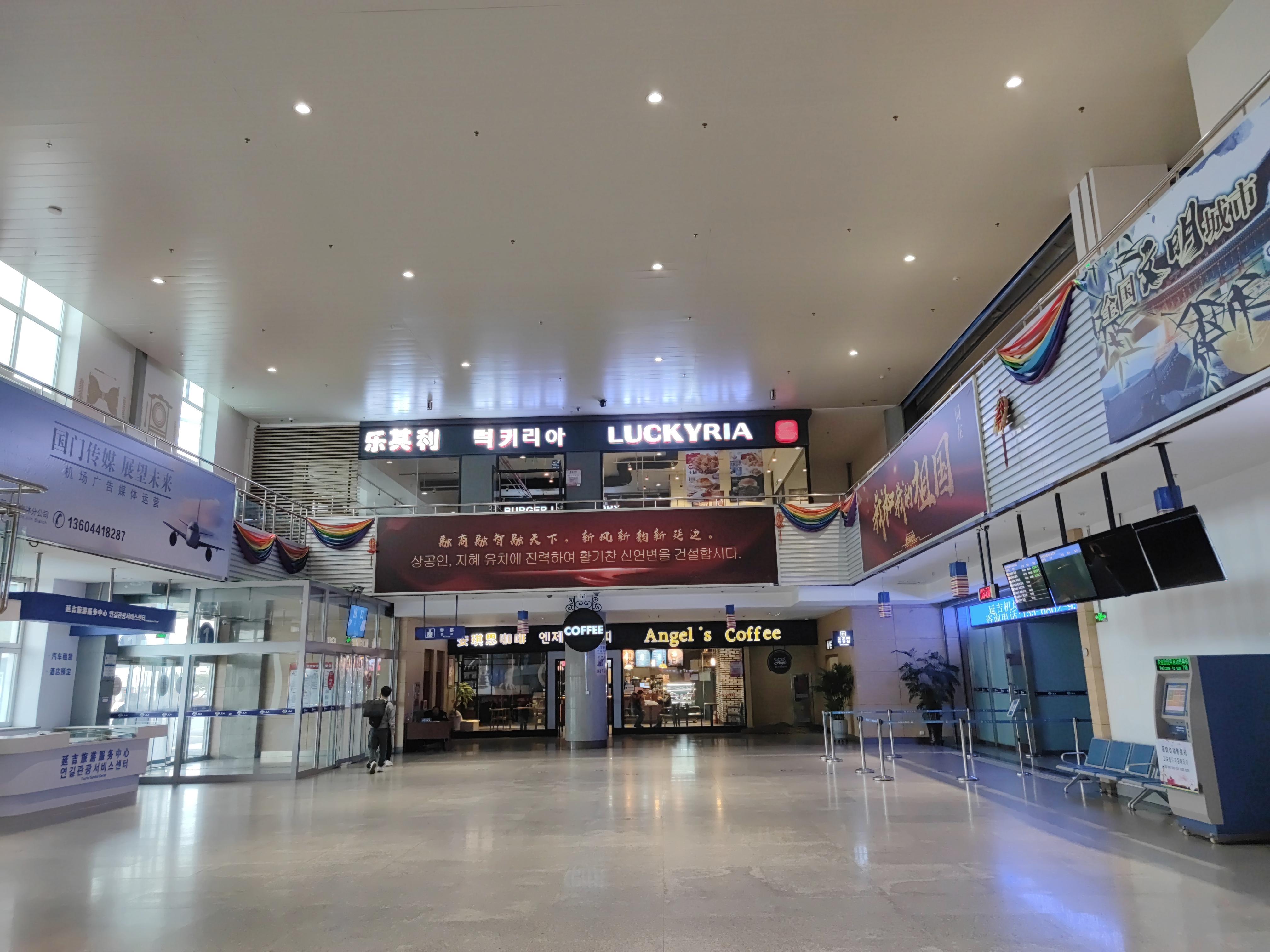
롯데리아(위) 엔제리너스 커피(왼쪽아래), 국내선 도착구(오른쪽)
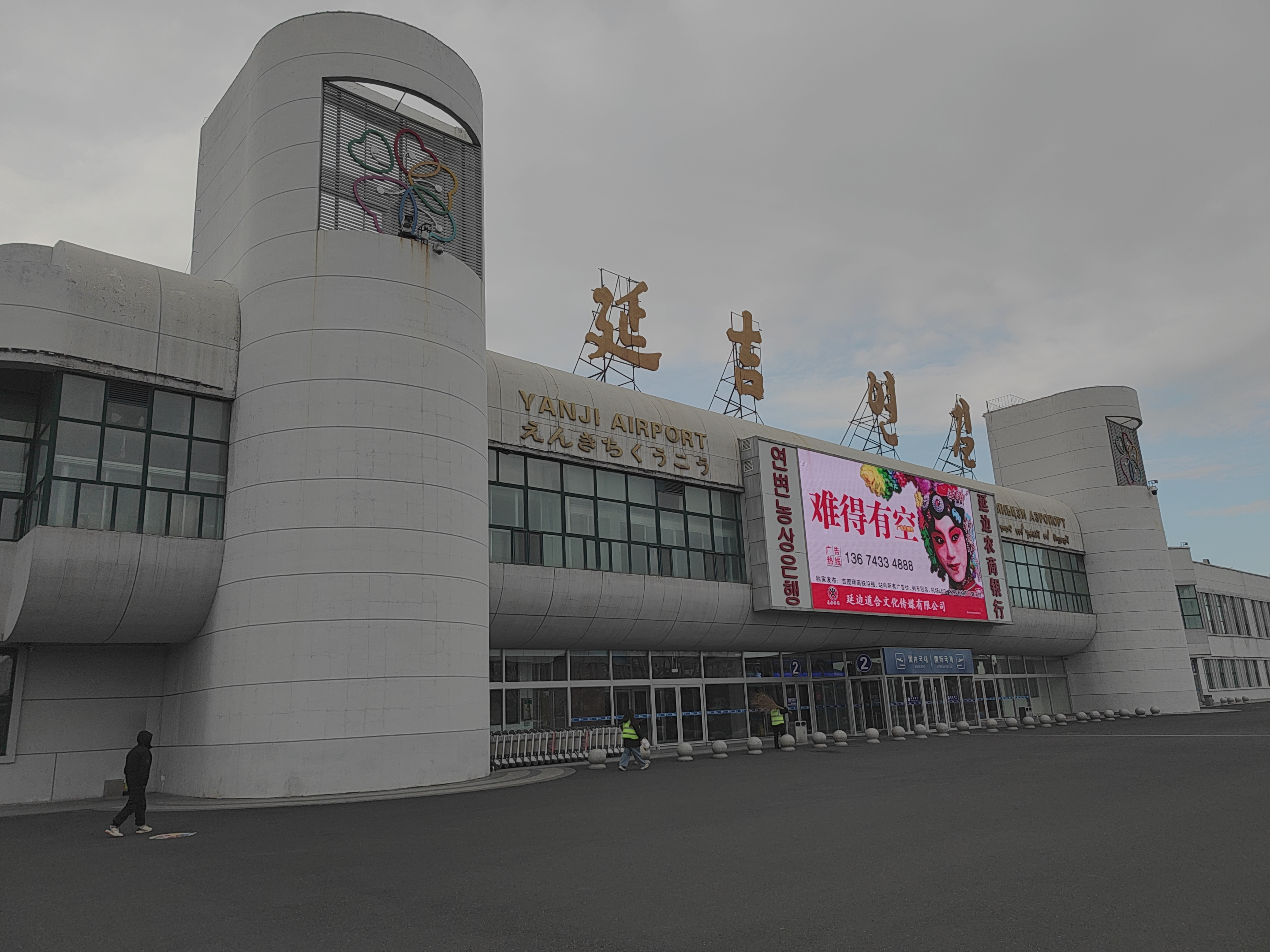
터미널 광장전
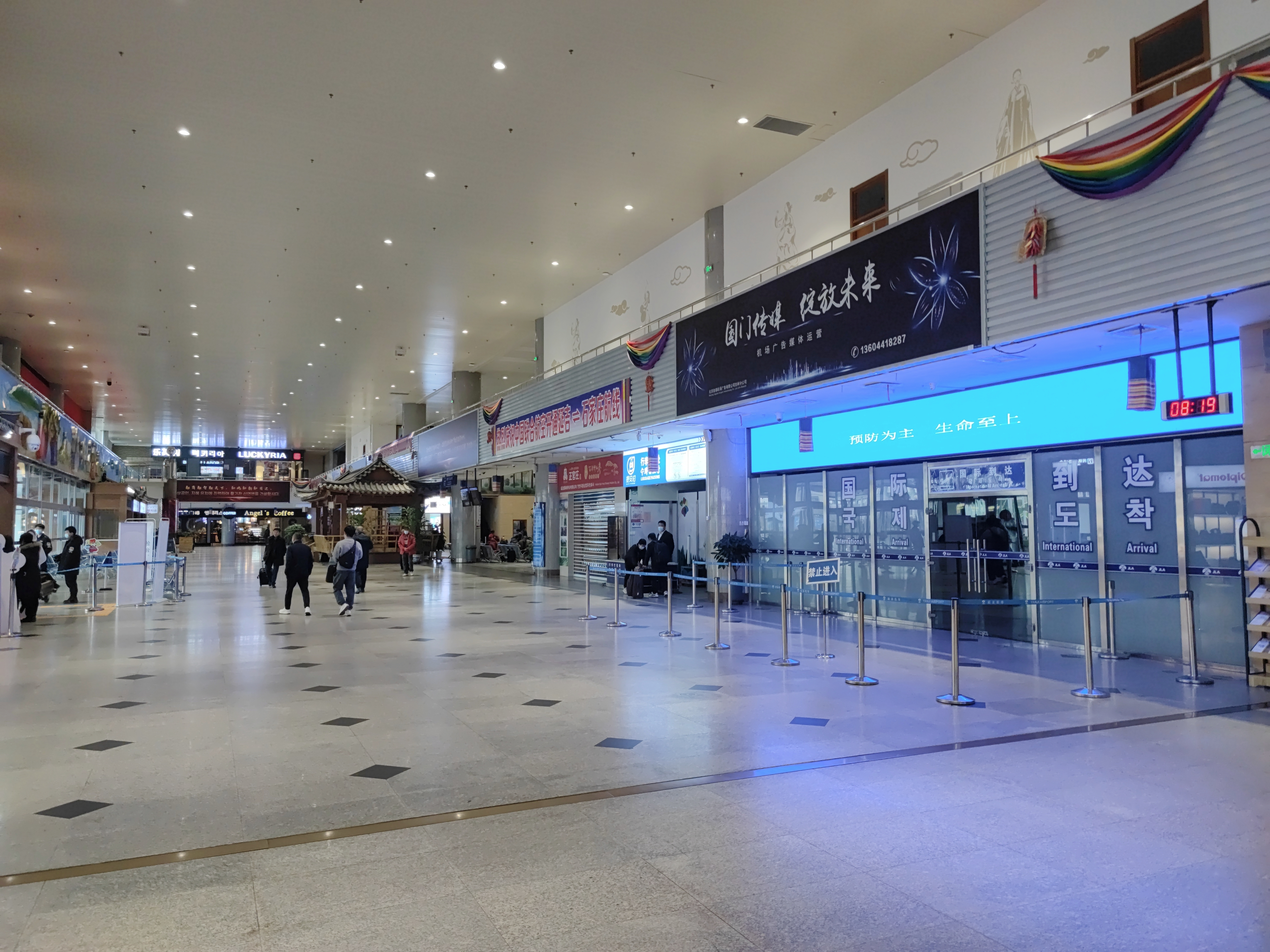
국제선 출발 카운터
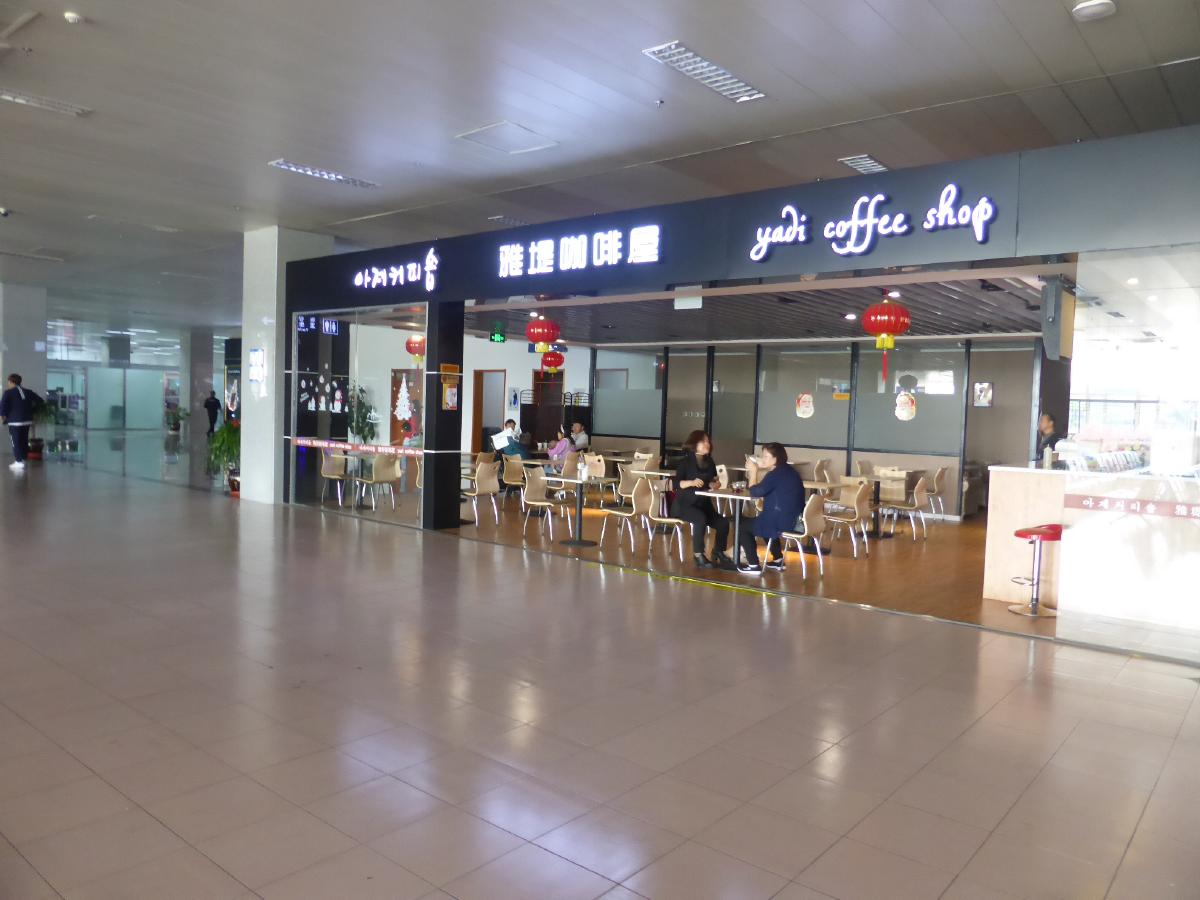
제한 구역 내의 커피숍.
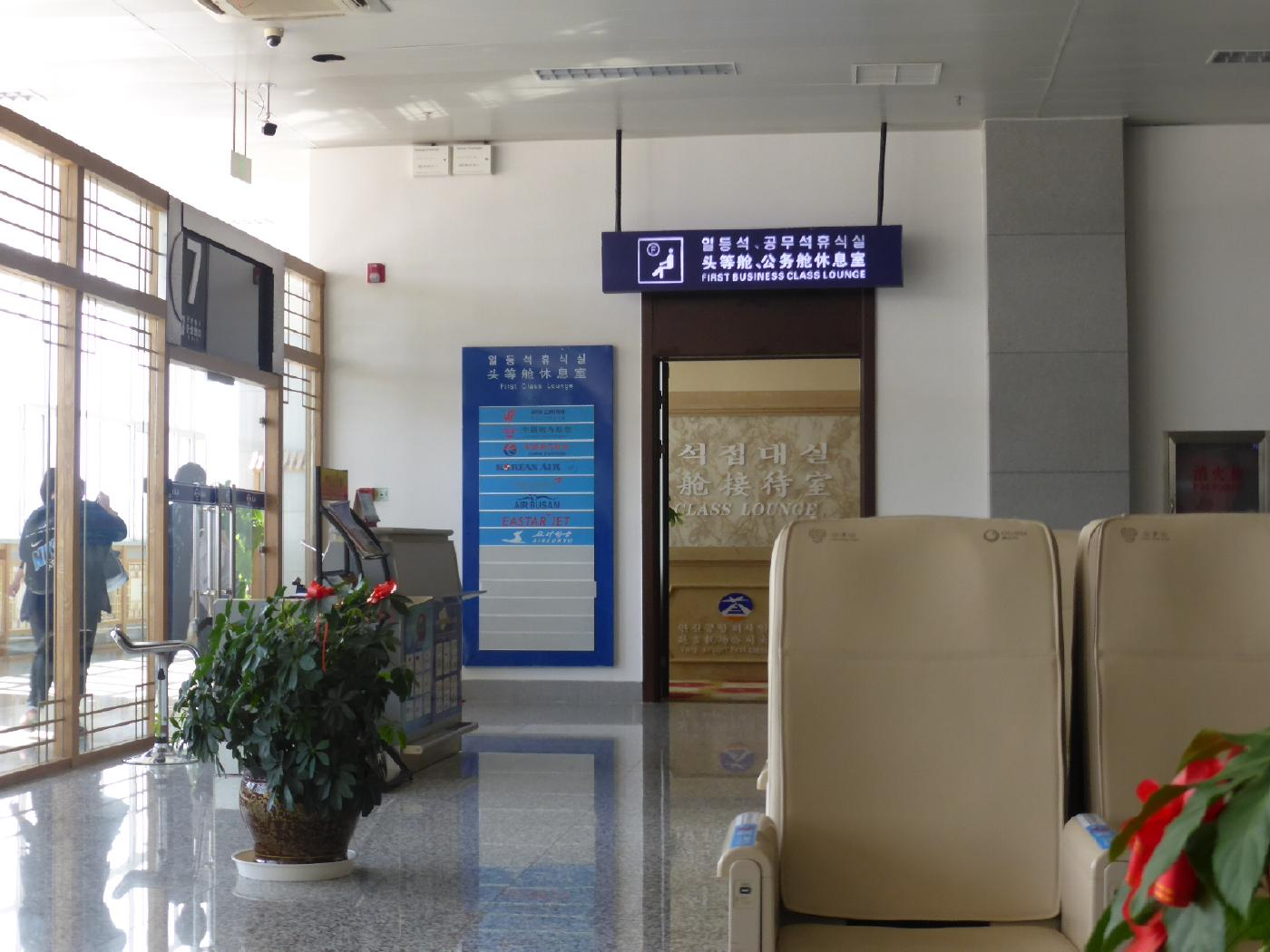
국제선 라운지
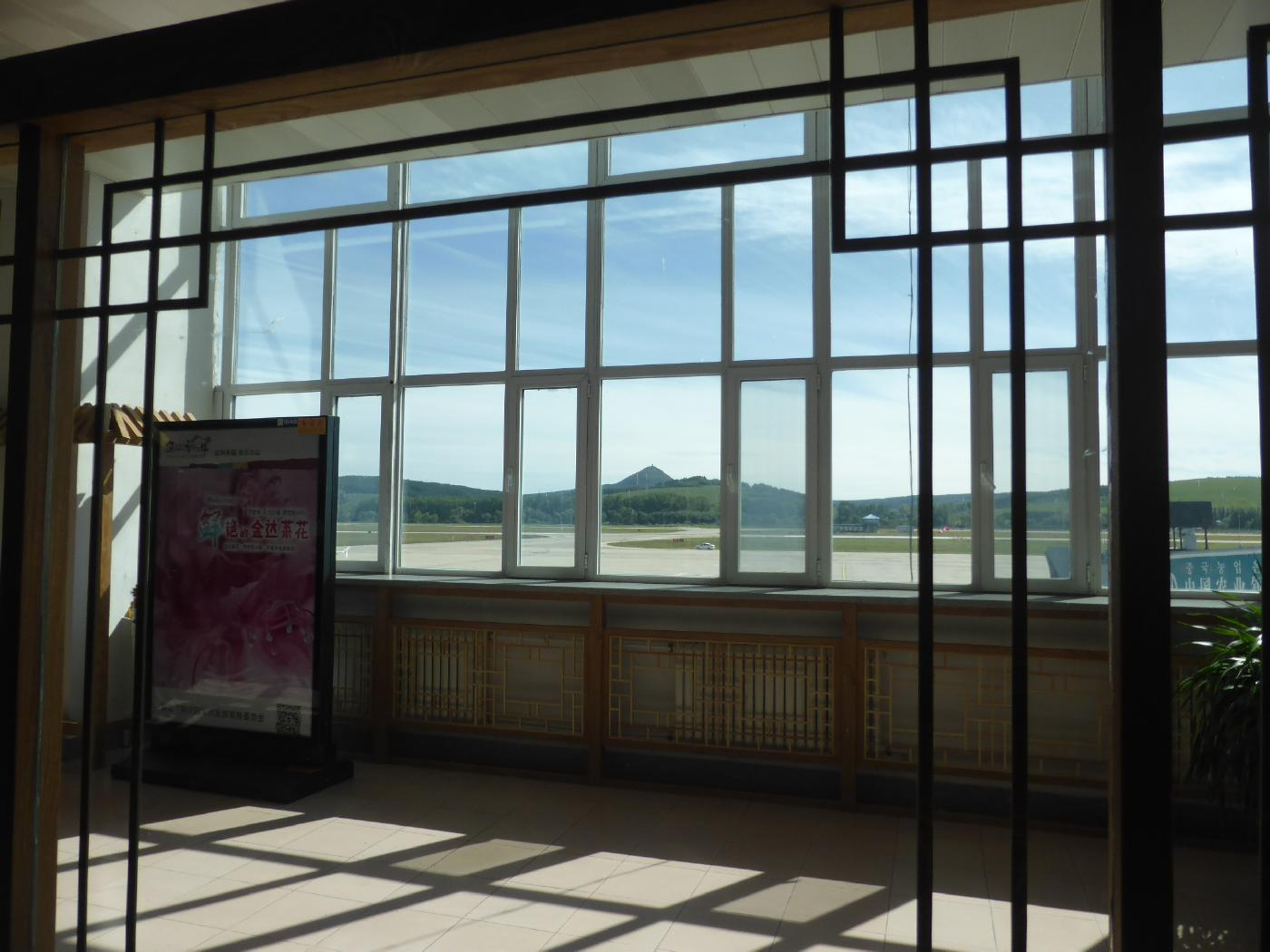
제한구역 내 출발지에서 바라본 마오얼산(帽儿山, 모아산)
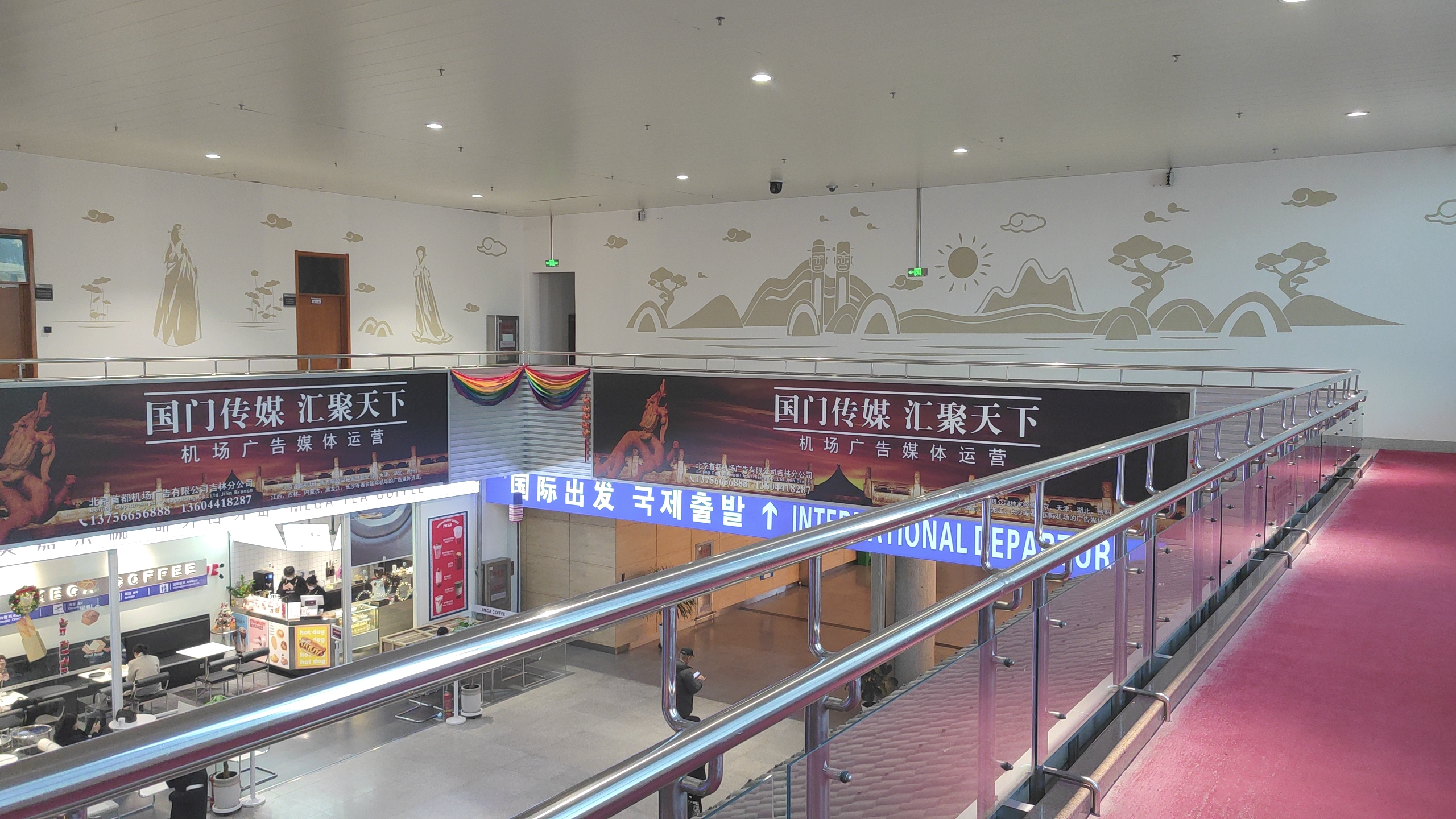
국제출발구역

## 같이 보기
- 중화인민공화국의 공항 목록

1. ↑  “이스타항공, 내달까지 신규 항공기 3대 도입해 10개 노선 취항”. 2024년 6월 5일.